# Veronika Hulíková
Veronika Hulíková (* 26. května 1977 Praha) je česká historička umění, ředitelka Sbírky umění 19. století a klasické moderny Národní galerie v Praze.

## Život
Absolvovala gymnázium Nad Kavalírkou (1991-1995) a od roku 1995 pracovala jako asistentka výstavy Rudolf II. a Praha na správě Pražského hradu. V letech 1998-2008 studovala dějiny umění na Filozofické fakultě Univerzity Karlovy (prof. R. Prahl, P. Wittlich). V Národní galerii působí od roku 1997 jako asistentka nebo výkonná kurátorka výstav, od roku 2004 jako ředitelka Sbírky umění 19. století a klasické moderny.
V letech 2017-2020 byla členkou výboru Uměleckohistorické společnosti.

### Publikace
- Otakar Lebeda (1877-1901), 267 s., Národní galerie v Praze 2009, ISBN 978-80-7035-419-3
- Jakub Schikaneder (1855-1924), 347 s., Národní galerie v Praze 2012, ISBN 978-80-7035-476-6
- Jakub Schikaneder (1855-1924) (Průvodce výstavou, Národní galerie v Praze - Sbírka umění 19. století, Valdštejnská jízdárna, 20.4.-21.10.2012), 121 s., Národní galerie v Praze 2012, ISBN 978-80-7035-498-8
- Mistrovská díla ze sbírky České spořitelny / Masterpieces from the Collection of Česká spořilena, 207 s., Česká spořitelna 2013 (s D. Panenkovou)
- Rudolfinum: Příběh soutěže / The Story of a Competition, Galerie České spořitelny 2014, ISBN 978-80-260-8066-4
- Smysl pro umění (Ceny České akademie věd a umění 1891-1952), 223 s., Národní galerie v Praze 2015, ISBN 978-80-7035-588-6 (editorka, s T. Petrasovou)
- Antonín Hudeček a Okoř, 52 s., Galerie moderního umění Roudnice nad Labem 2016, ISBN 978-80-87512-51-7
- Konec zlatých časů / The End of Golden Times (Gustav Klimt, Egon Schiele & vídeňská moderna ze sbírek Národní galerie v Praze / Gustav Klimt, Egon Schiele & Viennese modernism from the collections of the National Gallery in Prague), Národní galerie v Praze 2018, ISBN 978-80-7035-684-5
- Národ sobě, 49 s., Galerie moderního umění Roudnice nad Labem 2018, ISBN 978-80-87512-70-8  (s N. Milotovou)[5]
- Ludvík Kuba (1863-1956), 54 s., Galerie moderního umění Roudnice nad Labem 2019, ISBN 978-80-87512-80-7
- Sen ve snu: Edgar Allan Poe a umění v českých zemích, 223 s., Národní galerie v Praze 2020, ISBN 978-80-7035-751-4

#### Spoluautorka
- T. Vlček (ed.), České moderní a současné umění 1890-2010, Národní galerie v Praze 2010, ISBN 978-80-7035-325-7
- Ludvík Kuba: Poslední impresionista, 301 s., Národní galerie v Praze 2013, ISBN 978-80-7035-539-8
- Mnichov: Zářící metropole umění 1870-1918 / München: Leuchtende Kunstmetropole 1870-1918, 243 s., Západočeská galerie v Plzni, Studio JB (Bárta & Bárta) 2015, ISBN 978-80-86512-54-9 (JB), ISBN 978-80-86415-99-4 (ZČG)
- V. Vlnas et al. (eds.), Sobě ke cti, umění ke slávě, 369 s., B&P Publishing (Books & Pipes Publishing), Západočeská galerie v Plzni 2019, ISBN 978-80-7485-197-1 (B&P), ISBN 978-80-88027-35-5 (ZPG)
- Umění dlouhého století 1796-1918: Portrét sbírky NGP, 231 s., Národní galerie v Praze 2019, ISBN 978-80-7035-729-3 (s O. M. Urbanem, F. Wittlichem)
- Art of the Long Century 1796-1918: Portrait of the Collection NGP, 231 s., Národní galerie v Praze 2019, ISBN 978-80-7035-730-9 (s O. M. Urbanem, F. Wittlichem)

### Kurátorka
- 2003 Václav Brožík 1851-1901, Praha
- 2003 Malířská rodina Mánesů, Praha
- 2005/2006 František Ženíšek (1849-1916), Praha
- 2009/2010 Otakar Lebeda: 1877-1901, Praha
- 2013 Mistrovská díla ze sbírky České spořitelny, Praha (s D. Panenkovou)[6]
- 2013/2014 Ludvík Kuba: Poslední impresionista, Praha[7]
- 2015/2016 Smysl pro umění: Ceny České akademie věd a umění 1891-1952, Praha
- 2016 Velkorysost: Umění obdarovat, Praha
- 2016 Antonín Hudeček a Okoř, Roudnice nad Labem
- 2018 Národ sobě, Roudnice nad Labem
- 2018/2019 Salm Modern #1: Možnosti dialogu / Dimensions of Dialogue / Möglichkeiten des Dialogs, Praha
- 2019 Ludvík Kuba (1863-1956), Roudnice nad Labem
- 2019 1796–1918: Umění dlouhého století, Praha
- 2019/2020 Stanislav Sucharda 1866–1916: Tvůrčí proces, Praha
- 2020 Sen ve snu: Edgar Allan Poe a umění v českých zemích / A Dream Within a Dream: Edgar Allan Poe and Art in the Czech Lands, Praha
- 2023 Josef Mánes: Člověk ⁠–⁠ umělec ⁠–⁠ legenda, Praha (s M. Dlábkovou)[8]